# 市川実和子
市川 実和子（いちかわ みわこ、 1976年3月19日 - ）は、日本の女優、モデル、歌手。東京都大田区出身。パパドゥ所属。妹は女優の市川実日子。

## 略歴・人物
街角でスカウトされファッションモデルとしてデビュー。15歳になった1991年ごろから仕事をはじめ、『an・an』、『CUTiE』などのファッション雑誌で、独特のかわいらしさがカリスマ的人気を呼んだ。『non-no』『H』、『Olive』など多くの雑誌にモデルとして登場し、1998年には大瀧詠一プロデュースの楽曲「ポップスター」で歌手としてもデビュー。フジテレビ『ポンキッキーズ』では同じくモデルのあんじと共にウサギの着ぐるみ姿で出演。
2000年ごろからは、テレビドラマや映画を中心に女優として活躍している。
NHK教育『ドイツ語会話』に出演した経験をいかし、最近はドイツ語文学作品の翻訳にも挑戦。映画『エコール』の原作『ミネハハ』を日本語訳し、出版した。
妹の市川実日子も女優・ファッションモデルだが、2人の上には一般の仕事に従事する姉がおり、3人姉妹であるという。

## 出演

### テレビドラマ
- ラブジェネレーション（1997年10月 - 12月、フジテレビ系） ※ポスター出演
- トトの世界〜最後の野生児〜（2001年2月26日 - 3月2日、NHK-BS2/NHK総合） - 羽生田真琴 役
- 私立探偵 濱マイク（2002年7月 - 9月、読売テレビ制作・日本テレビ系） - みるく 役
- 世にも奇妙な物語 秋の特別編 (2002年)「声を聞かせて」（2002年10月3日、フジテレビ系） - 後藤和美 役
- GOOD LUCK!!（2003年1月 - 3月、TBS系） - 緒川香織 役
- 高原へいらっしゃい（2003年7月 - 9月、TBS系） - 山村久美 役
- 演技者。「蠅取り紙」（2003年10月14日 - 11月11日、フジテレビ系） - 麻倉こずえ 役
- 新・夜逃げ屋本舗 第2シリーズ 第2話（2003年4月23日、日本テレビ系） - 関川時子 役
- サボテン・ジャーニー（2004年10月18日 - 21日、日本テレビ系） - 上原美香 役
- ルームシェアの女（2005年1月 - 2月、NHK） - 杉田美咲 役
- anego[アネゴ]（2005年4月 - 6月、日本テレビ系） - 長谷川真名美 役
  - anego〜アネゴspecial〜（2005年12月28日）
- 神はサイコロを振らない（2006年1月 - 3月、日本テレビ系） - 浜砂柚子 役
- わたしたちの教科書（2007年4月 - 6月、フジテレビ系） - 三沢亜希子 役
- 帰ってきた時効警察 第二話（2007年4月20日、テレビ朝日系） - 吉良綺羅 役
- セクシーボイスアンドロボ 第4話（2007年5月1日、日本テレビ系） - かんにん袋（宇佐美好子） 役
- ジャッジ 〜島の裁判官奮闘記〜（2007年10月 - 11月、NHK） - 鈴元久美子 役
  - ジャッジII 〜島の裁判官奮闘記〜（2008年10月 - 11月）
- 星新一ショートショート「殺し屋ですのよ」（2008年5月5日、NHK）
- トライアングル（2009年1月 - 3月、関西テレビ制作・フジテレビ系） - 木元真知子 役
- 救命病棟24時 第4シリーズ（2009年8月 - 9月、フジテレビ系） - 横溝静香 役
  - 救命病棟24時〜2010スペシャル〜（2010年1月3日、フジテレビ系）
- Mother（2010年4月 - 6月、日本テレビ系） - 袖川珠美 役
- スクール!!（2011年1月 - 3月、フジテレビ系） - 岡本幸恵 役
- 横山秀夫サスペンス 締め出し（2011年4月、WOWOW） - 交通課恒子 役
- ドン★キホーテ（2011年7月 - 9月、日本テレビ系） - 難波亜希 役
- 深夜食堂 第2シリーズ 第17話「白菜漬け」（2011年11月29日、TBS系） - 月子 役
- ダーティ・ママ! 第4話（2012年2月1日、日本テレビ系） - 小谷夕実 役
- 結婚しない（2012年10月 - 12月、フジテレビ系） - 渡辺つぐみ 役
- イロドリヒムラ 第8話（2012年12月3日、TBS系） - 川瀬靖子 役
- 最高の離婚（2013年1月 - 3月、フジテレビ系） - 瀬田智世 役
- 鴨、京都へ行く。-老舗旅館の女将日記- 第1話（2013年4月9日、フジテレビ系） - 渋谷敦子 役
- 雲の階段 第3話 - （2013年5月1日 - 、日本テレビ系） - 高宮麻里 役
- パンとスープとネコ日和（2013年7月21日 - 8月11日、WOWOW） - ミサト 役
- ハクバノ王子サマ 純愛適齢期（2013年10月 - 12月、読売テレビ制作・日本テレビ系） - 有馬ユウコ 役
- 森光子を生きた女〜日本一愛されたお母さんは、日本一寂しい女だった〜（2014年、フジテレビ系） - 吉田名保美 役
- 植物男子ベランダー 第3話（2014年、NHK BSプレミアム） - 椎名香 役
- ホワイト・ラボ〜警視庁特別科学捜査班〜 第6話（2014年5月19日、TBS系） - 神宮寺澪 役
- 同窓生〜人は、三度、恋をする〜（2014年7月 - 9月、TBS系） - 木畑冴子 役
- そこをなんとか2 第7話（2014年9月14日、NHK BSプレミアム） - 湯川幹子 役
- グーグーだって猫である 第3話（2014年11月1日、WOWOW） - 石川莉奈 役[2]
- ファーストクラス（2014年10月 - 12月、フジテレビ系） - 矢吹薫 役
- 私たちがプロポーズされないのには、101の理由があってだな 第1話（2014年11月4日、LaLa TV） - ヨーコ 役
- 流星ワゴン（2015年1月 - 3月、TBS系） - 永田智子 役
- 植物男子ベランダー SEASON2 第9話（2015年、NHK BSプレミアム） - 椎名香 役
- オトナ女子（2015年10月 - 12月、フジテレビ系） - 工藤美和 役
- 破裂 第2話 - 第6話（2015年10月17日 - 11月14日、NHK） - 上川珠季 役
- はぶらし/女友だち（2016年1月 - 2月、NHK BSプレミアム） - 米澤美穂子 役
- 連続テレビ小説 ブギウギ（2023年11月9日 - 2024年3月29日、NHK） - 羽鳥麻里 役[3]
- 僕達はまだその星の校則を知らない（2025年7月14日 - 、関西テレビ・フジテレビ） - 久留島かおる 役[4]

### 配信ドラマ
- 1122 いいふうふ（2024年6月14日、Amazon Prime Video） - 花園 役[5]

### 映画
- アナザヘヴン（2000年） - 大庭朝子 役
- リリイ・シュシュのすべて（2001年） - 島袋 役
- 昭和歌謡大全集（2001年） - 女子大生 役
- コンセント（2001年） - 主演・朝倉ユキ 役[6]
- 渇いた花 〜four by four equal one（2003年）
- キスとキズ（2004年） - 夏希 役
- タナカヒロシのすべて（2005年） - 飯島 役
- 夢の中へ（2005年） - ランコ 役
- 鏡心（2005年）
- イン・ザ・プール（2005年） - 岩村涼美 役
- オペレッタ狸御殿（2005年） - コメ 役
- 待合室（2005年） - 堀江由香 役
- 人のセックスを笑うな（2008年） - 生徒 役
- 悪夢探偵2（2008年） - 影沼逸子 役
- 余命（2009年）
- 八日目の蟬（2011年） - 沢田久美（エステル）役
- はやぶさ/HAYABUSA（2011年） - 小田島加那子 役
- まほろ駅前狂騒曲（2014年10月18日）
- MIRACLE デビクロくんの恋と魔法（2014年11月22日）
- ソロモンの偽証 前篇・事件 / 後篇・裁判（2015年3月7日・4月11日） - 垣内美奈絵 役
- 猫なんかよんでもこない。(2016年1月30日)
- 溺れるナイフ（2016年11月5日） - 望月芽衣子 役
- 青葉家のテーブル（2021年） - 国枝知世 役
- ちょっと思い出しただけ（2022年） - 牧田 役
- ハウ（2022年）[7]
- ちひろさん（2023年） - "ちひろ" 役[8]

### 劇場アニメ
- 化け猫あんずちゃん（2024年） - 柚季 役[9]

### 舞台
- スカパン LES FOURBERIESDE SCAPIN（2004年、串田和美演出）
- まとまったお金の唄（2006年、大人計画） - 蒼木スミレ 役
- Tingel GRIMM　ティンゲル・グリム　-眠れぬ森のおどけ奇譚-（2007年、串田和美演出）
- 女教師は二度抱かれた（2008年、シアターコクーン、松尾スズキ作・演出）
- マレーヒルの幻影（2009年、岩松了作・演出）
- 往転-オウテン（2011年、シアタートラム、桑原裕子作・青木豪演出）
- シダの群れ 純情巡礼編（2012年、シアターコクーン、岩松了作・演出）
- 鎌塚氏、すくい上げる（2012年、本多劇場、倉持裕作・演出）

### テレビ番組
- ポンキッキーズ（1998年 - 1999年、フジテレビ系）
- ドイツ語会話（2003年4月 - 2004年3月、NHK教育）司会
- 世界ウルルン滞在記（2003年11月、毎日放送制作・TBS系）
- クラシックミステリー 名曲探偵アマデウス（2008年、NHK）
- 祝女〜shukujo〜（2008年11月28日、NHK総合） - 静葉 役
  - 祝女2〜shukujo2〜（2009年8月23日）
  - 祝女〜shukujo〜シーズン1（2010年1月10日 - 3月28日）
  - 祝女 サマースペシャル（2010年8月21日）
  - 祝女〜shukujo〜シーズン2（2010年9月30日 - 2011年3月3日）
  - 祝女〜shukujo〜シーズン3（2011年10月15日 - 2012年2月25日）
- おしえて なでしこジャパン!（2012年1月、NHK BS1/NHK総合）語り
- 原宿ネストカフェ（2012年10月6日 - 2013年3月30日、TBS系）

### ミュージックビデオ
- キリンジ「スウィートソウル」

### CM
- NTT移動通信網（1993年）
- トヨタ自動車「スターレット」（1995年）
- キユーピー「カロリーハーフマヨネーズ」（1996年）
- 資生堂「スタイリッシュヘアワックス」（1996年）
- リプトン「リモーネ」
- ユニクロ「マイクロフリースセット」（2009年） - 妹・市川実日子と共演

## ディスコグラフィ

### シングル
- ポップスター（1998年10月1日）

### アルバム
- Pinup Girl（1999年8月4日）

### 参加作品
- ピチカート・ファイヴ「マジック・カーペット・ライド」（アルバム『戦争に反対する唯一の手段は。-ピチカート・ファイヴのうたとことば-』収録、2002年3月31日）
- ムッシュかまやつ「やつらの足音のバラード」「二十才のころ」（アルバム『Je m'appelle MONSEIUR ~我が名はムッシュ』収録、2002年7月27日）
- 「私の家」（オムニバスアルバム『うたとギター。ピアノ。ことば。〜columbia*readymade サンプラー〜』収録、2008年4月23日）